# JEJアステージ
JEJアステージ株式会社（じぇいいーじぇいあすてーじ）は新潟県三条市に本社を置く製造業を行う会社である。

## 概要
自社製品やOEM製品などのプラスチック製品の製造から卸売までを行う。プラスチック事業以外にもスポーツやカフェ、インターネット販売事業なども行っている。

## 沿革
株式会社ジェイ・イー・ジェイ時代
- 1988年（昭和63年）：「原プラスチック」創業。
- 1990年（平成2年）：「株式会社ジェイ・イー・ジェイ」に社名変更。株式会社設立。
- 2002年（平成14年）：公式ホームページ開設。
- 2007年（平成19年）：TVCM放映
- 2018年（平成30年）：制服リニューアル。

アステージ株式会社時代
- 1969年（昭和44年）：金物卸売業を燕市秋葉町で個人創業
- 1973年（昭和48年）：株式会社相忠を設立
- 1979年（昭和54年）：本社を燕市秋葉町から燕市小池へ移転。
- 2003年（平成15年）：社名を「アステージ株式会社」に変更

合併後
- 2020年（令和2年）5月1日：株式会社ジェイ・イー・ジェイとアステージ株式会社が合併してJEJアステージ株式会社に名称変更[2]。

## 事務所・工場
営業所・事務所
- 北海道営業所
- 関東営業所（埼玉県上尾市）
- 関西営業所（大阪府東大阪市）
- 大阪事務所
- 九州営業所

工場
- 弥彦工場（新潟県西蒲原郡弥彦村）
- 群馬工場
- 滋賀工場（滋賀県蒲生郡日野町）
- 福岡工場